# Harry Andersson
Harry Andersson (7 de março de 1913 - 1941) foi um futebolista sueco. Ele competiu na Copa do Mundo FIFA de 1938, sediada na França, na qual a seleção de seu país terminou na quarta colocação.